# 애착 장애
애착 장애(attachment disorder)는 아동기 초기에 일차적 양육자(primary caregiver)로부터 정상적인 사회화 양육과 관심을 받지 못한 것에서 발생하는 기분(mood), 행동(behavior), 대인 관계(Interpersonal relationship) 장애이다. 이는 생후 3개월에서 3세까지의 방임(neglect)이나 학대(abuse)나 갑작스러운 양육자와의 분리, 양육자의 잦은 변화 혹은 너무 많은 양육자 수, 기본적 신뢰를 없애는 아동의 소통 시도에 대한 양육자의 무반응이라는 초기 경험에서 발생한다. 3세 이후에 발생하는 사회적 관계에 있어서 발생하는 문제는 아동에게 고통을 주겠지만, 애착 장애를 일르키지는 않는다.

## 애착과애착 장애
애착 이론(attachment theory)은 주로 진화론적 동태학(ethology)적 이론이다. 영아에게 있어 애착이다 위험에 직면 하였을 때 생존의 목적을 위하여 애착 대상 인물(attachment figure)에게 접근 추구(proximity seeking)를 하는 것이다. 애착은 "유대(tie)"이지만, 사랑(love)이나 애정(affection)과 동일어는 아니다. 그러나 사랑이나 애정과 같은 의미로 사용할 때도 있다. 건강한 애착은 이후에 발생하는 모든인간 관계에서 중요한 기반으로 여겨진다. 영아는 자신과의 사회적 상호작용에서 민감하게 알아차리고 반응하는 어른, 그리고 어느 정도 기간 동안 일관된 양육자로 남아 있는 어른에게 애착을 느낀다. 부모의 반응은 애착 패턴의 발달을 가져오며, 이에 따라 애착은 이후 인간 관계에서의 느낌, 생각, 기대를 이끌 "내적 작동 모델(internal working model)"을 야기한다.
애착의 중요한 측면은 '기본적 신뢰(basic trust)'이다. 영아-양육자 개념을 넘어서서 "타인을 신뢰할 수 있고 돌볼 수 있는 더 포괄적인 사회 네트워크(the wider social network of trustable and caring others)"로까지 나아가고 "과거에 대한 자신감을 미래에 대한 믿음으로 연결(links confidence about the past with faith about the future)"한다는 점에서, 기본적 신뢰는 애착보다 더 넓은 개념이다. "(에릭) 에릭슨(Erik Erikson)은 자기와 타인에 대한 신뢰감은 인간 발달의 기반이라고 주장했으며(Erikson argues that the sense of trust in oneself and others is the foundation of human development)" 동시에 신뢰는 불신과의 균형 속에서 희망(hope)을 낳는다.
임상적 차원에서, 장애(disorder)는 후속 장애로 이어질 위험요소(risk factor)를 대상으로 수행하는 치료를 필요로 하는 증상(condition)이다. "애착 장애(attachment disorder)"라는 말의 정확한 의미에 관한 합의는 없지만, 초기의 부정적인 양육 경험이 있어야만이 이런 장애가 발생한다는 것에는 전반적으로 동의한다. 반응성 애착 장애(reactive attachment disorder, RAD)는 확인된 '애착 대상 인물(attachment figure)'이라고 확인된 사람에 대한 '접근 추구(proximity seeking)'에서, 하나 혹은 둘 다 부재한다는 것을 말한다. 이는 양육자가 자주 바뀌는 고아원 등 시설에서 발생할 수 있거나, 혹은 생후 6개월 이후에 지속적으로 아동의 기본적 애착 욕구를 무시하는 극단적인 방임을 보이는 일차적 양육자로부터 발생할 수 있다. DSM-IV-TR과 ICD-10에서 보이는 반응성 애착 장애에 관한 최근의 공식 분류는 애착의 이해에 주로 기반을 두고 있다.

애착 유형(attachment style 혹은 attachment pattern)은 초기 양육 경험에서 발생한 다양한 애착 유형을 말한다.
안정형(secure), 불안-모호형(anxious-ambivalent), 불안-회피형(anxious-avoidant), (전조직형(all organized)), 비조직형(disorganized)이 그것이다. 일부 유형은 다른 것보다 문제가 되며, 이들은 임상에서 장애가 아니지만 '애착 장애'라는 용어 하에 논의되기도 한다.
비조직형 애착 유형에 관한 논의는 비조직형 애착 유형을 애착 장애의 규정 아래에 두는데, 비조직형 애착은 한 사람을 정상 범위에서 벗어나게 하여 생각, 행동, 기분상의 장애로 귀결되는 발달 경로의 시작으로 여겨지기 때문이다. 비조직형 애착이나 기타 문제의 초기 개입은 향후의 삶에서 더 나은 결과를 제공하기 위한 발달의 경로를 바꾸는 것으로 맞춰져 있다.
찰스 지나(Charles H. Zeanah) 등은 애착 장애의 대안 기준을 "무차별 애착 대상 인물(no discriminated attachment figure)", "안정 기반 왜곡(secure base distortions)", "혼란 애착 장애(disrupted attachment disorder)" 세 가지를 제시하고 있다. 이러한 분류는 정상적 범주 내에서의 개인 차이보다는, 치료를 필요로 하는 다양한 변종으로서 장애를 보고 있다.